# Isar (Musiker)
Isar (* 22. April 1983 in Berlin, bürgerlicher Name: Engin Deniz Rohde) ist ein Rapper und Gründer des Labels "Dreh am Rad". 

## Leben
Rohde ist der Sohn eines deutschen Musikers und einer türkischen Sozialpädagogin und absolvierte eine Ausbildung zum Erzieher. Die Identitätsfindung inmitten zweier Kulturen und das Aufwachsen als Teil der Neuköllner Multi-Kulti-Gesellschaft in einem sogenannten Problembezirk prägten schon früh seinen Musikstil. Bereits mit 13 Jahren begann er – inspiriert von amerikanischen Rap-Größen wie Tupac oder Dr. Dre – mit dem Rappen und lernte nach seinem Umzug in den Berliner Stadtteil Kreuzberg den Rapper Mach One kennen, der sein Talent erkannte und ihn zum zehnten Mitglied der Bassboxxx-Crew machte.
Sein Sound war stets geprägt von einer Mischung aus Härte und Melancholie. 2002 erschienen seine ersten Tracks auf dem Bassboxxx Clique-Sampler; aus dieser Zeit kann er unzählige Kooperationen vorweisen, u. a. mit Künstlern wie Mach One, Akte One, MC Bogy, Jope oder MC Basstard.
Nach dem Zerfall der Bassboxxx Crew im Herbst 2002 gründete Isar zusammen mit Mach One, B-Lash und Darn unter dem Namen "Adrenalin Musik" eine neue Crew. Gemeinsam brachten sie 2005 ein Mixtape heraus. In den Folgejahren folgten zahlreiche Features und Kollabos mit Rappern verschiedenster Stilrichtungen, wie beispielsweise Vero One, She-Raw, Sha-Karl, Frauenarzt, DJ Korx, King Orgasmus One und Taktloss, die nicht nur Isars Diskographie, sondern auch seine musikalische Bandbreite beträchtlich wachsen ließen. Mittlerweile ist er auf mehr als 20 Alben vertreten.
Sein erstes Soloalbum, „Berliner Bär“, mit dem er sich Ende August 2007 der Deutsch-Rap-Szene präsentierte, spiegelt seinen Werdegang bis zu diesem Punkt wider. Tiefgängige Solotracks, Storyteller, aber auch Battle/Representer-Tracks und Features mit nahezu allen Künstlern, die ihn seit Beginn seiner musikalischen Laufbahn begleitet haben, sowie Legenden wie Kool Savas und Azad machten „Berliner Bär“ zu einem ganz besonderen Debüt.
2013 begleitete er Mach One in 22 Städten auf dessen Tour und 2015 erfolgte die Gründung seines eigenen Labels „Dreh am Rad“, bei dem er den Rapper KARAZ signte, der 2017 dort die EP „Identität“ veröffentlichte. Vertriebspartner des Labels ist Groove Attack. Ebenfalls 2015 erschien Isars Album „Streifzug“, mit dem er auf Platz 11 der deutschen HipHop-Charts einstieg und auf dem er unter anderem die alte Bassboxxx Crew zu einem gemeinsamen Song zusammentrommeln sowie namhafte Produzenten wie Djorkaeff gewinnen konnte. Momentan (Stand Herbst 2018) arbeitet Isar an einer neuen EP und kümmert sich um seinen Künstler Karaz.